# 世界ものしり旅行
『世界ものしり旅行』（せかいものしりりょこう）は、1971年10月1日から1974年12月31日まで毎日放送で放送されていたテレビアニメである。毎日放送とオフィス・ユニの共同製作。麒麟麦酒の一社提供。全1006話(全936話+再放送70話)。放送時間は毎週月曜 - 土曜 17:55 - 18:00 （日本標準時）。

## 概要
『キリンものしりシリーズ』の作品第4弾。
本作の進行役は「ものしり博士」という博士と人の言葉を話せる「鳥」（映像上ではオウム）のコンビで、彼らが毎回気球に乗って世界中を飛び回り、ありとあらゆる変わったもの・楽しいものを動植物・化学現象・地理・歴史とジャンルを問わずに取り上げていた。
前作『キリンものしり大学 マンガ人物史』ではギャグのアクが強すぎたためか、制作側は本作について「表現をわざと地味にした」と述べているが、それでも平均視聴率は9.9%、最高視聴率は25%を記録している。
次作『キリンのものしり館』は放送時間を35分繰り下げての放送になり、進行役もネコとネズミのコンビに変更された。

## 声の出演
- ものしり博士 - 久松保夫
- 鳥 - 栗葉子

## スタッフ
- プロデューサー - 斉藤賢
- 脚本 - 畑中国明 ほか
- 構成監督 - 永沢詢 ほか
- 演出 - 白石邦俊、渡辺省三
- キャラクターデザイン - 永沢詢
- 作画 - 倉橋達治、小華和ためお、彦根範夫、近藤英輔 ほか
- アニメーション協力 - 土田プロダクション
- 企画制作 - 毎日放送、オフィス・ユニ